# Azumi
Azumi (あずみ?) è un film del 2003, diretto da Ryūhei Kitamura, tratto dall'omonimo manga di Yū Koyama.
Nel 2005 il film ha generato un sequel, Azumi 2.
Nel film è presente anche in un cameo il famoso creatore di videogiochi Hideo Kojima.

## Trama
Dopo la battaglia di Sekigahara, un samurai viene ingaggiato dallo shogun di Tokugawa per allevare un gruppo di ragazzini e farli diventare dei provetti assassini e finire gli alleati di Toyotomi e prevenire un'altra guerra civile.
Azumi (Aya Ueto) è una ragazzina di circa 7-8 anni, selezionata per via della freddezza dimostrata di fronte alla morte della madre per mano del maestro samurai Gessai (Yoshio Harada). Azumi viene cresciuta come esperta nelle arti marziali e maestra del combattimento con la spada. Azumi ed i suoi nove compagni crescono con l'obiettivo di una non meglio identificata "missione" che dovranno portare a termine, appena sarà giunto il momento.
Diventati poco più che adolescenti il maestro Gessai riunisce i suoi dieci discepoli e gli ordina di formare delle coppie, scegliendo il proprio migliore amico. Dopo di che Gessai dà l'ordine di combattere fino alla morte, dato che dei dieci ragazzi soltanto cinque dovranno portare a termine la missione. Azumi e i suoi compagni sono perplessi e combattuti, ma alla fine procedono ad eseguire l'ordine di Gessai ed ognuno uccide il proprio migliore amico, compresa Azumi.
Conflitti interni e domande cominciano a nascere in Azumi e negli altri, quando si rendono conto che la "missione" non prevede che loro possano aiutare donne e bambini massacrati da un gruppo di banditi, dato che ciò esulerebbe dal loro compito principale di uccidere i "signori della guerra" Asano Nagamasa, Masayuki Sanada e Kiyomasa Kato.
Ma più che dei signori della guerra, Azumi dovrà vedersela con l'imbattibile mercenario Bijomaru Mogami. Nonostante l'aspetto effeminato e poco minaccioso, Bijomaru si dimostrerà un combattente folle e terribile, responsabile della morte di uno dei compagni di Azumi e penultimo nemico che Azumi dovrà affrontare nel corso del film.